# Ligne Nihonkai Hisui
La ligne Nihonkai Hisui (日本海ひすいライン, Nihonkai Hisui Rain) est une ligne ferroviaire de la compagnie Echigo Tokimeki Railway située dans la préfecture de Niigata au Japon. Elle relie la gare d'Ichiburi à Itoigawa à la gare de Naoetsu à Jōetsu.

## Histoire
La première portion ouvre en 1911 puis plusieurs prolongements ont lieu jusqu'en 1913. La ligne fait alors partie de la ligne Hokuriku.
Le 14 mars 2015, à l'occasion de l'ouverture de la ligne Shinkansen Hokuriku, une partie de la ligne Hokuriku est transférée à d'autres compagnies. La section Ichiburi - Naoetsu revient à la compagnie Echigo Tokimeki Railway et est renommée Ligne Nihonkai Hisui.
La gare d'Echigo-Oshiage-Hisuikaigan ouvre le 13 mars 2021.

## Caractéristiques
- longueur : 59,3 km
- écartement des voies : 1 067 mm
- nombre de voies : 2
- électrification :
  - courant alternatif 20 000 V - 60 Hz (entre Ichiburi et Itoigawa)
  - courant continu 1500 V (entre Itoigawa et Naoetsu)
- vitesse maximale : 110 km/h

## Services et interconnexions
La ligne est parcourue uniquement par des trains de type Local (omnibus). A Ichiburi, tous les trains continuent sur la ligne Ainokaze Toyama Railway. Des interconnexions ont également lieu avec la ligne Myōkō Haneuma.
La ligne est également parcourue par des trains de fret.

## Gares
La ligne comporte 13 gares.
| Gare                       | Nom japonais         | Distance (km) | Correspondances                                                              | Localisation | Localisation          |
| -------------------------- | -------------------- | ------------- | ---------------------------------------------------------------------------- | ------------ | --------------------- |
| Ichiburi                   | 市振                 | 0             | Ainokaze Toyama Railway : Ainokaze Toyama Railway (interconnexion)           | Itoigawa     | Préfecture de Niigata |
| Oyashirazu                 | 親不知               | 8,6           |                                                                              | Itoigawa     | Préfecture de Niigata |
| Ōmi                        | 青海                 | 13,9          |                                                                              | Itoigawa     | Préfecture de Niigata |
| Itoigawa                   | 糸魚川               | 20,5          | JR West : Shinkansen Hokuriku, Ōito                                          | Itoigawa     | Préfecture de Niigata |
| Echigo-Oshiage-Hisuikaigan | えちご押上ひすい海岸 | 22,1          |                                                                              | Itoigawa     | Préfecture de Niigata |
| Kajiyashiki                | 梶屋敷               | 24,8          |                                                                              | Itoigawa     | Préfecture de Niigata |
| Uramoto                    | 浦本                 | 28,3          |                                                                              | Itoigawa     | Préfecture de Niigata |
| Nō                         | 能生                 | 33,4          |                                                                              | Itoigawa     | Préfecture de Niigata |
| Tsutsuishi (ja)            | 筒石                 | 40,9          |                                                                              | Itoigawa     | Préfecture de Niigata |
| Nadachi                    | 名立                 | 45,1          |                                                                              | Jōetsu       | Préfecture de Niigata |
| Arimagawa                  | 有間川               | 49,3          |                                                                              | Jōetsu       | Préfecture de Niigata |
| Tanihama                   | 谷浜                 | 52,7          |                                                                              | Jōetsu       | Préfecture de Niigata |
| Naoetsu                    | 直江津               | 59,3          | Echigo Tokimeki Railway : Myōkō Haneuma (interconnexion) JR East : Shin'etsu | Jōetsu       | Préfecture de Niigata |

## Matériel roulant
Des trains de deux compagnies circulent sur la ligne. Echigo Tokimeki Railway utilise des trains de série ET122 tandis que Ainokaze Toyama Railway utilise des trains de série 521. Le train touristique Echigo Tokimeki Resort Setsugekka est exploité avec des trains de série ET122-1000.

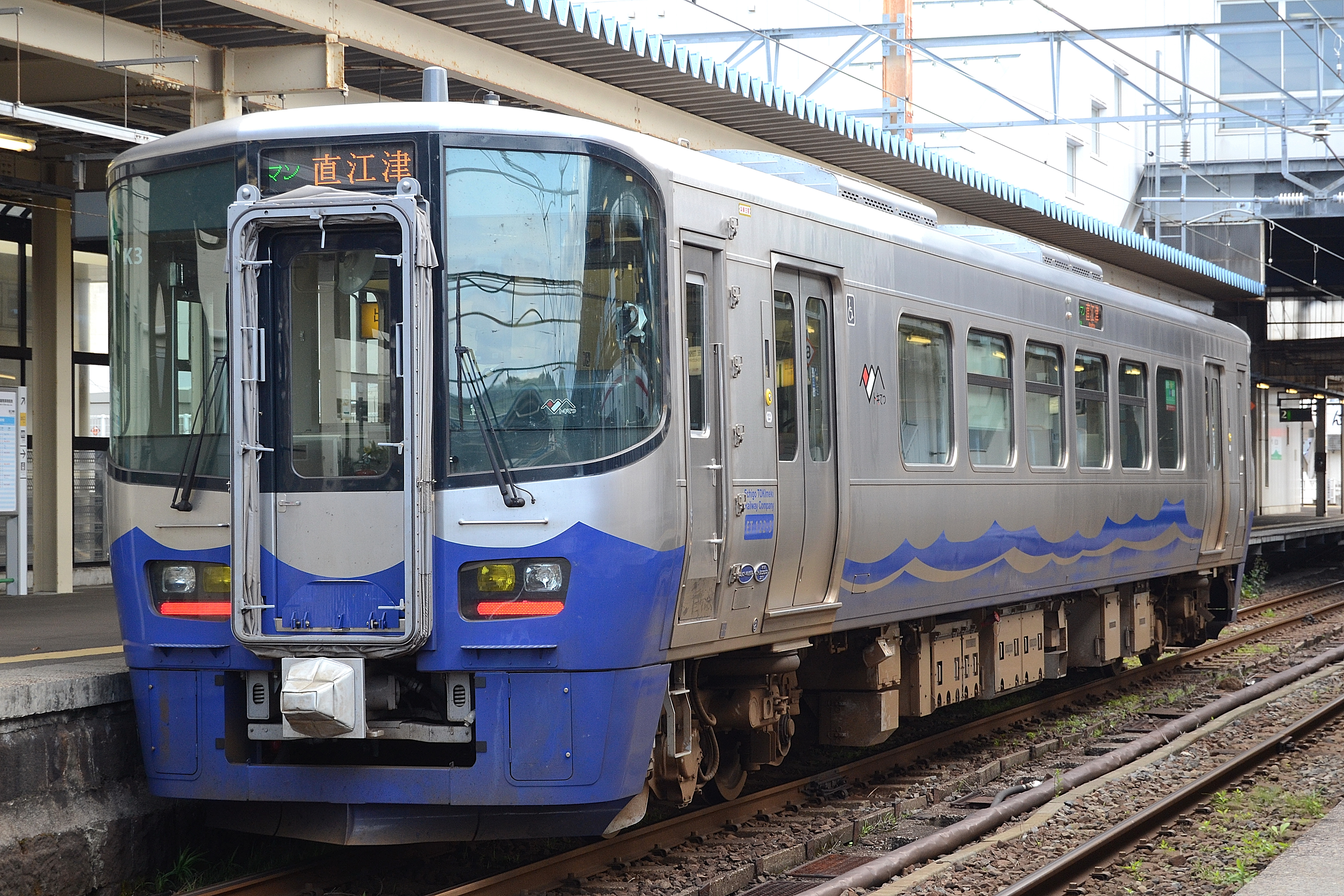
Echigo Tokimeki Railway série ET122
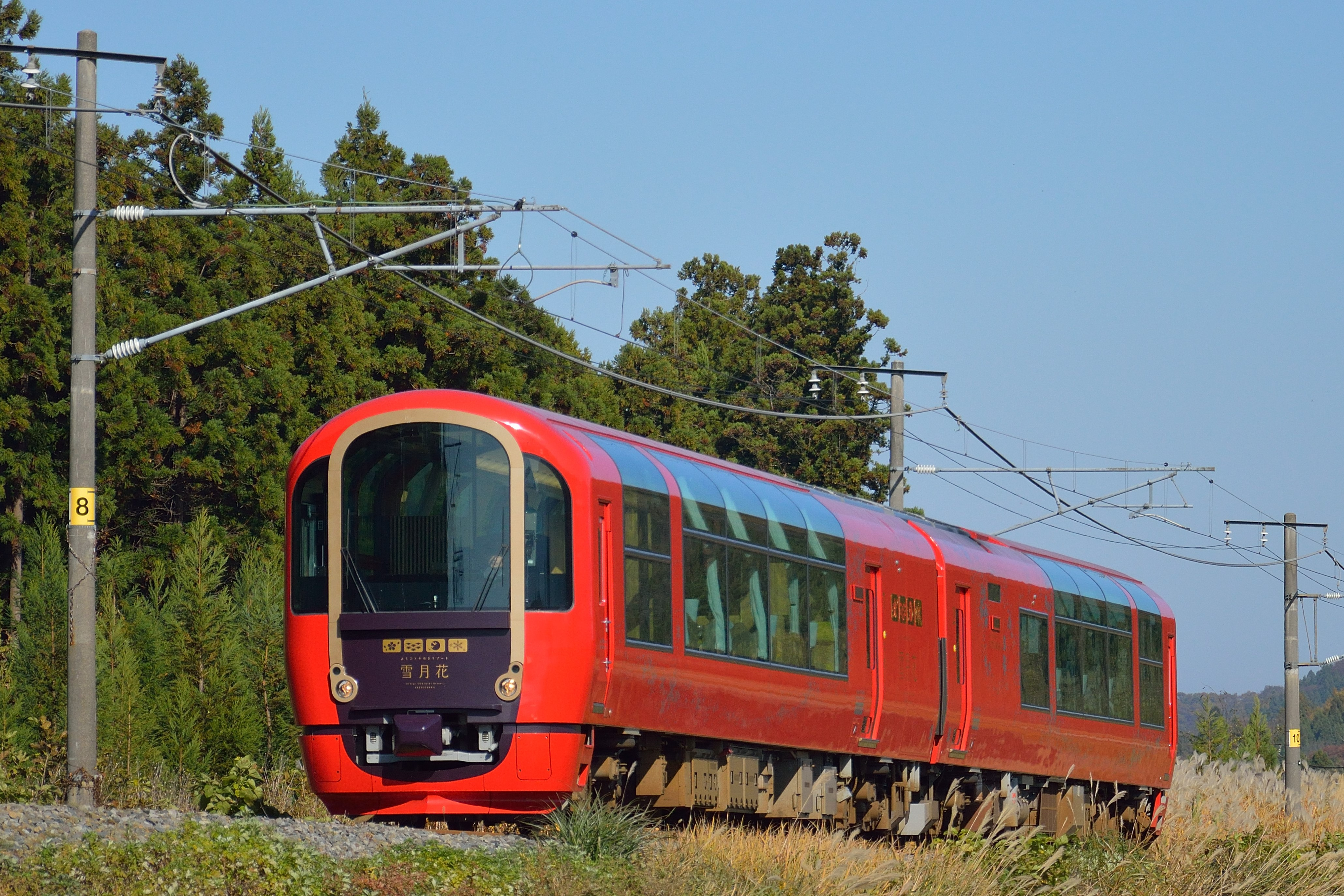
Echigo Tokimeki Railway série ET122-1000
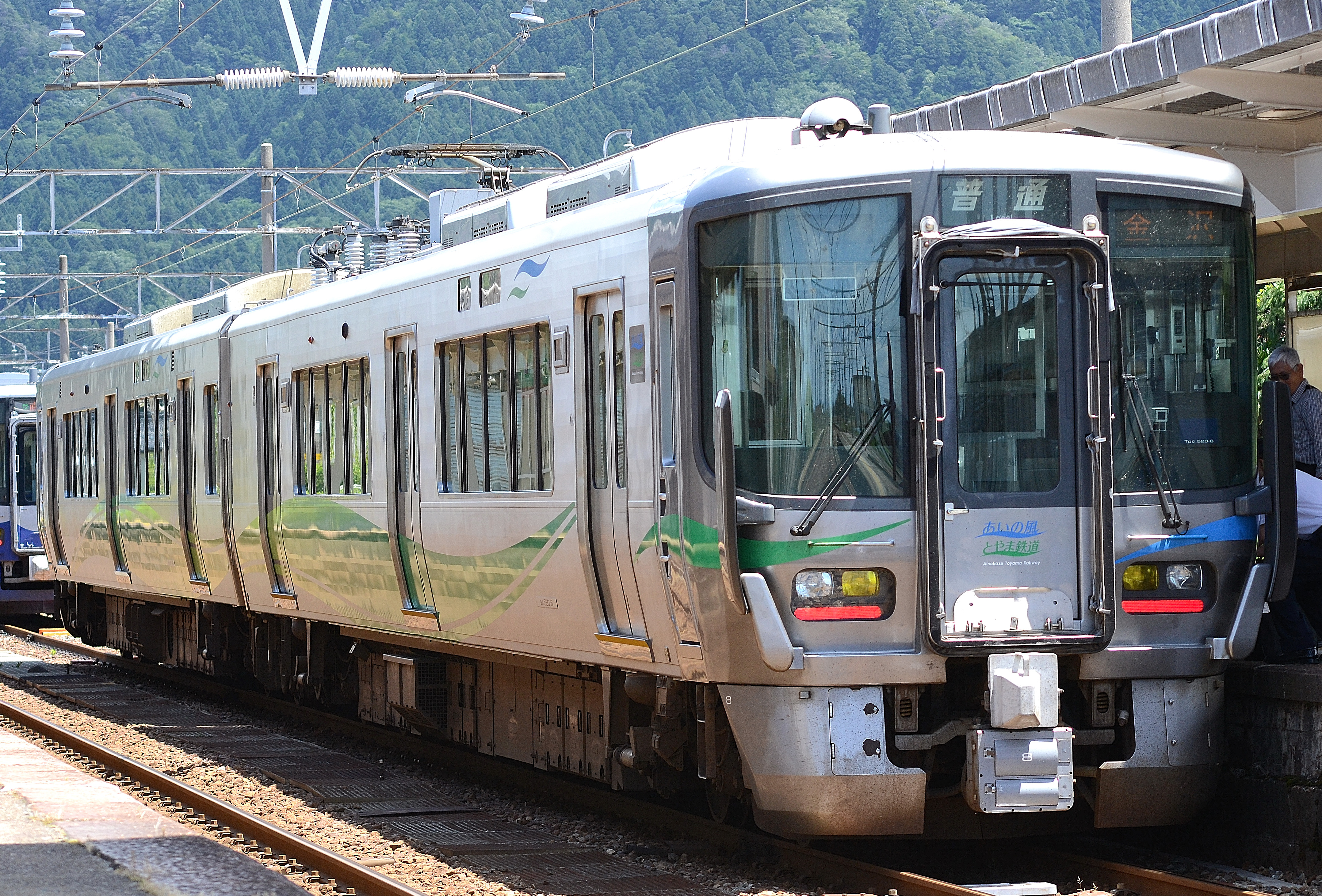
Ainokaze Toyama Railway série 521